# Krimbrug

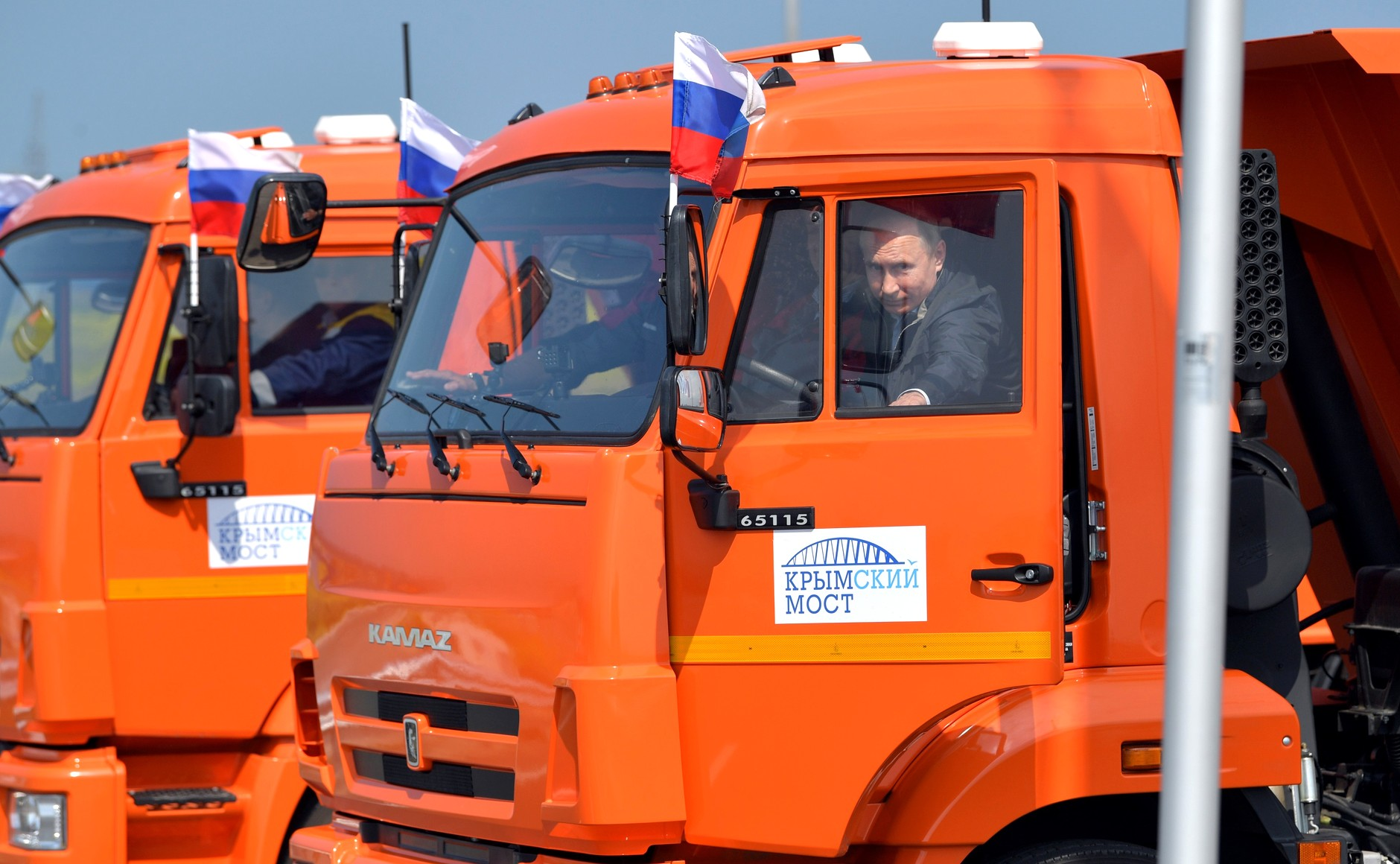
De Russische president Vladimir Poetin aan het stuur van een vrachtwagen waarmee hij op 15 mei 2018 over de brug reed en de brug inhuldigde

De Krimbrug of Kertsjbrug (Russisch: Крымский мост, Oekraïens: міст через Керченську протоку) is een geheel van twee parallelle zeebruggen over de Straat van Kertsj. De brug is een paradepaardje van Poetin en wordt daarom ook de Poetinbrug genoemd. Het betreft een 16,9 km lange vierstrooks autoverkeersbrug en een 18,1 kilometer lange spoorbrug. Dit is de langste brug van Europa. Tot de voltooiing van de Krimbrug was de Vasco da Gamabrug bij Lissabon de langste brug van Europa.
De brug verbindt het oostelijk deel van de Krim, bekend als het schiereiland Kertsj, in Oekraïne met het schiereiland Taman in Rusland.

## Locatie
De Krim vormt volgens het grootste gedeelte van de internationale gemeenschap de autonome republiek van de Krim in Oekraïne. Rusland annexeerde de Krim begin 2014 en beschouwt deze regio sindsdien als een van de republieken van de Federatie, namelijk de Republiek van de Krim.
De Straat van Kertsj is ter hoogte van de brug 15 km breed en verbindt de Zwarte Zee met de noordelijker gelegen Zee van Azov. De Straat van Kertsj en het schiereiland zijn genoemd naar de Krimse stad Kertsj.
De vierstrooksweg over de brug maakt onderdeel uit van de A-290, en van de E97. 

## Geschiedenis

### Bouw
De bouw van de brug, waarover reeds geruime tijd werd onderhandeld door Rusland en Oekraïne, kwam in maart 2014, na de annexatie van de Krim, in een stroomversnelling. De Russen namen het initiatief en de financiering volledig in handen en bouwden de verkeersverbinding in drie jaar tijd, tegen een kostprijs van ca. 3,7 miljard Amerikaanse dollar.
Enkele Nederlandse bedrijven (waaronder Dematec Equipment uit Dodewaard en Bijlard Hydrauliek uit Milsbeek) hebben illegaal meegebouwd aan de Krimbrug.
In oktober 2023 werd bekend dat vier Nederlandse bedrijven en acht personen straffen opgelegd hebben gekregen van het Openbaar Ministerie (OM) omdat ze tussen 2014 en 2017 meewerkten aan de bouw van de Krimbrug. De bedrijven, die door het OM niet bij naam worden genoemd, moeten samen 160.000 euro betalen, de acht mensen hebben taakstraffen van 20 tot 60 uur gekregen.

### Ingebruikname
De verkeersbrug werd in aanwezigheid van de Russische president Vladimir Poetin op 15 mei 2018 officieel geopend met een colonne oranje Kamaz-vrachtwagens. De brug ging op 16 mei 2018 open voor voertuigen tot 3,5 ton. Zwaarder vrachtverkeer volgde in oktober 2018.
De spoorbrug werd officieel geopend op 23 december 2019. Dit gebeurde eveneens in aanwezigheid van Poetin. Twee dagen later reed de eerste passagierstrein over de brug.

## Economische impact
De doorvaarthoogte van 33 tot 35 meter beperkt de tonnage van schepen die de havens aan de Zee van Azov nog kunnen bereiken. Russische inspecties van schepen die onder de brug doorvaren zorgen soms voor doorvaartvertragingen van drie dagen. Sinds de ingebruikname van de brug is de tonnage van getransporteerd materiaal over water door de straat met 25% verminderd.

## Incidenten

### Incident in de Straat van Kertsj (november 2018)
Het incident in de Straat van Kertsj, die zowel door Rusland als Oekraïne werd gebruikt om toegang te krijgen tot de Zee van Azov, vond plaats op 25 november 2018. De Russische marine beweerde dat drie Oekraïense schepen de Russische territoriale wateren geschonden hadden, waarop Russische marinetroepen de drie schepen enterden en aan de ketting legden en de 24 Oekraïense bemanningsleden arresteerden. Er vielen meerdere gewonden. Tijdens dit incident werd de doorvaart enkele dagen geblokkeerd door een grote Russische tanker die voor anker lag dwars op de vaarrichting onder de brug.

### Eerste beschadiging door explosie (oktober 2022)
Op 8 oktober 2022, tijdens de Russische invasie van Oekraïne, trof een zware explosie de brug, op het Oekraïense deel. Daarbij vloog een trein met brandstofwagons op de spoorbrug in brand. De spoorbrug en de rijbaan op het naastgelegen brugdeel liepen schade op, maar al snel was aangepast verkeer weer mogelijk. Van de tweede rijrichting (niet naast de spoorbrug) stortten diverse delen van de brug compleet in.
De Russische autoriteiten spraken al snel van een terreuraanslag. Sergej Aksjonov, de Russische gouverneur van de Krim, noemde in een eerste reactie de situatie "beheersbaar" en sprak van "een gezond verlangen naar wraak".
Over het algemeen werd aangenomen dat de regering in Kiev achter de aanslag zat, maar de aanslag werd van Oekraïense zijde in de eerste tijd niet officieel opgeëist. Wel beschuldigde de Oekraïense president Volodymyr Zelensky Rusland ervan zelf juist achter de aanslag te zitten. De staatssecretaris van Defensie, Hanna Maliar, stelde in juli 2023 echter dat de aanval door Oekraïne uitgevoerd was om de Russische logistiek te verstoren.

### Tweede beschadiging door explosie (juli 2023)
In de vroege ochtend  van 17 juli 2023 werden er iets na 3:00 twee explosies gehoord bij de brug, waarbij twee doden (een echtpaar) zouden zijn gevallen. Russische bronnen hadden het over een "incident". Een deel van de brug werd hierna afgesloten voor verkeer. Het zou gaan om een aanval met zeedrones. De Oekraïense veiligheidsdienst en marine zouden gezamenlijk verantwoordelijk zijn.

### Derde beschadiging (juni 2025)
Op 3 juni 2025 werd de brug opnieuw door Oekraïne aangevallen, ditmaal met 1100 kg onderwaterexplosieven. Deze werden door de SBU in de maanden daarvoor op de heipalen van een van de pijlers onder het boog-gedeelte van de autobrug aangebracht. Kort na de eerste explosie werd melding gemaakt van droneboten die door de barrière bij de brug braken. Rusland zegt dat er voorlopig geen verkeer over de brug kan.